# Tropicus banari
Tropicus banari – gatunek chrząszcza z rodziny różnorożkowatych i podrodziny Heterocerinae.

## Taksonomia
Gatunek ten opisany został po raz pierwszy w 2019 roku przez Stanislava Skalickiego. Jako lokalizację typową wskazano okolice Buena Vista w boliwijskim departamencie Santa Cruz. Epitet gatunkowy nadano na cześć Petra Baňařa, który odłowił materiał typowy.

## Morfologia
Chrząszcz o ciele długości od 2 do 3 mm.
Głowa jest brązowa do czarnej z czarnymi oczami i wargą górną. Ta ostatnia ma delikatnie ziarenkowaną i gęsto porośniętą półwzniesionymi szczecinkami powierzchnię oraz trójkątny wierzchołek z szeregiem kolców. Trójkątny nadustek porastają żółte szczecinki. Lekko zakrzywione i ostre żuwaczki mają pojedynczy, mały ząb dolny i niewciętą, opatrzoną szeregiem ząbków prostekę. U samca na grzbietowej stronie żuwaczki obecny jest wyrostek z dobrze wykształconym zębem i szeregiem kolców na przedzie, u samicy natomiast wyrostka brak. Piłkowane czułki buduje dziewięć prostokątnych członów. 
Przedplecze jest bladobrązowe, nieco ku przodowi zwężone, o zaokrąglonych kątach i regularnie, drobno ziarenkowanej oraz porośniętej żółtymi, półwzniesionymi szczecinkami powierzchni. Tarczka jest trójkątna, spiczasto zakończona. Bladobrązowe z rozmytym, ciemniejszym wzorem pokrywy są u podstawy węższe od przedplecza i niewciśnięte przy tarczce, ale z ukośnymi wciskami barkowymi dochodzącymi prawie do połowy ich długości. Powierzchnia pokryw ma bardzo drobne ziarenkowanie i grubsze punktowanie. Epipleury nie są wygraniczone listwą. Spód ciała jest bardzo drobno ziarenkowany i skąpo porośnięty szczecinkami. Linie zabiodrzy są niepełne. Samiec ma Y-kształtne spiculum gastrale.

## Rozprzestrzenienie
Owad neotropikalny, endemiczny dla Boliwii, znany tylko z lokalizacji typowej.